# SG Luzern
SG Luzern (Schachgesellschaft Luzern), znany także pod nazwą SK Luzern (Schachklub Luzern) – szwajcarski klub szachowy z siedzibą w Lucernie, czterokrotny zwycięzca Nationalligi A.

## Historia
Klub powstał w 1875 roku. Od 1876 roku ogłoszenia o klubie regularnie ukazywały się w „Luzerner Tagblatt”.
W 1991 roku klub po raz pierwszy wygrał rozgrywki Nationalligi A. W 2001 roku zespół zajął trzecie miejsce. W 2015 roku ponownie uzyskano trzecie miejsce, ex aequo z SG Riehen. W 2018 roku szachiści klubu po raz drugi wygrali ligę, a rok później zajęli trzecią pozycję. W latach 2021 i 2022 SG Luzern ponownie był najlepszy w lidze.

## Arcymistrzowie w historii klubu
- Falko Bindrich[6]
- Rustem Dautow[7]
- Romain Édouard[8]
- Michele Godena[7]
- Vlastimil Hort[9]
- Robert Hübner[10]
- Andrei Istrățescu[6]
- Florian Jenni[11]
- Artur Jusupow[12]
- Martin Krämer[13]
- Wadim Miłow[14]
- Noël Studer[15]